# 11 août dans les chemins de fer
11 juillet 11 septembre
Chronologies thématiques
- Croisades
- Sports
- Disney

Cette page concerne les événements qui se sont déroulés un 11 août dans les chemins de fer.

## Événements

### XIXesiècle
- 1855.  France :   Ouverture de la ligne de Laroche-Migennes à Auxerre-Saint-Gervais (PLM).

- 1872.  Brésil :   Inauguration de la ligne de Jundiai à Campinas (Companhia Paulista de Estrada de Ferro).

### XXesiècle
- 1995.  Canada :   la collision entre deux rames du métro de Toronto provoque la mort de trois passagers.